# Kaspar Schott
Kaspar Schott (Königshofen, 5 febbraio 1608 – Würzburg, 22 maggio 1666) è stato un fisico, matematico e filosofo naturale tedesco.
Fu il primo divulgatore degli esperimenti con la pompa ad aria di Otto von Guericke e perfezionò il regolo calcolatore di Nepero allo scopo di facilitare le operazioni logaritmiche.

## Biografia

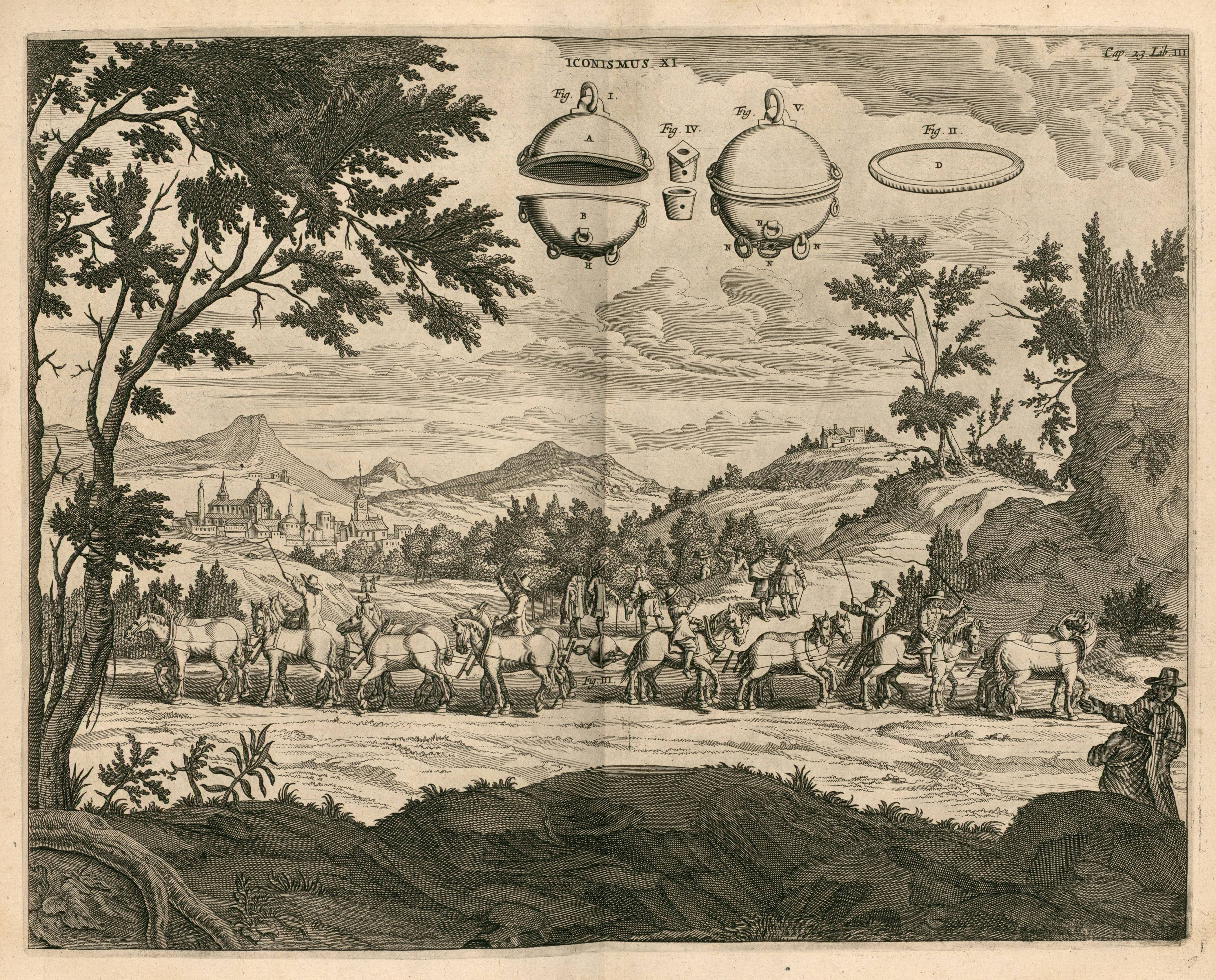
Illustrazione dell'esperimento degli emisferi di Magdeburgo di Otto von Guericke tratta dagli Experimenta nova (ut vocantur) Magdeburgica de vacuo spatio di Gaspar Schott.

A parte la data e il luogo di nascita (Königshofen, vicino a Würzburg), niente è noto circa le sue origini e la sua infanzia. Nel 1627 entrò nella Compagnia di Gesù e studiò all'Università di Würzburg, sotto la guida di Athanasius Kircher (1602-1680). Nel 1631 lasciò la Germania e, dopo alcune peregrinazioni, si stabilì a Palermo, rimanendovi per venti anni conducendo degli studi ottici. Nel 1652, fu mandato a Roma e poté riprendere la collaborazione scientifica con il suo maestro Kircher soprattutto in campo visivo. Tre anni dopo, si trasferì nuovamente in Germania, prima a Magonza e poi a Würzburg, dove insegnò matematica e fisica fino alla fine dei suoi giorni.
Schott è noto in particolare quale autore della Mechanica hydraulico-pneumatica (1657), un'opera che contiene alcune tra le prime descrizioni degli esperimenti sul vuoto, tra cui quello famoso di von Guericke. Raccogliendo, anche attraverso una fitta corrispondenza, testimonianze e opinioni dei maggiori studiosi - come Otto von Guericke (1602-1686), Christiaan Huygens (1629-1695), Robert Boyle (1627-1691) - egli contribuì notevolmente a diffondere la conoscenza dei più avanzati sviluppi della pneumatica (fu, per esempio, il primo, in Germania, a dare notizia degli studi di Boyle sulla pompa ad aria). Sul piano teorico, Schott riteneva che gli esperimenti di von Guericke, Evangelista Torricelli (1608-1647) e Boyle non avessero prodotto il vuoto effettivo, poiché lo spazio lasciato libero dall'aria veniva riempito dall'etere, una materia più impalpabile e sottile. Nondimeno, egli riconosceva che gli effetti tradizionalmente attribuiti all'horror vacui, erano di fatto un prodotto della pressione e dell'elasticità dell'aria.

## Opere

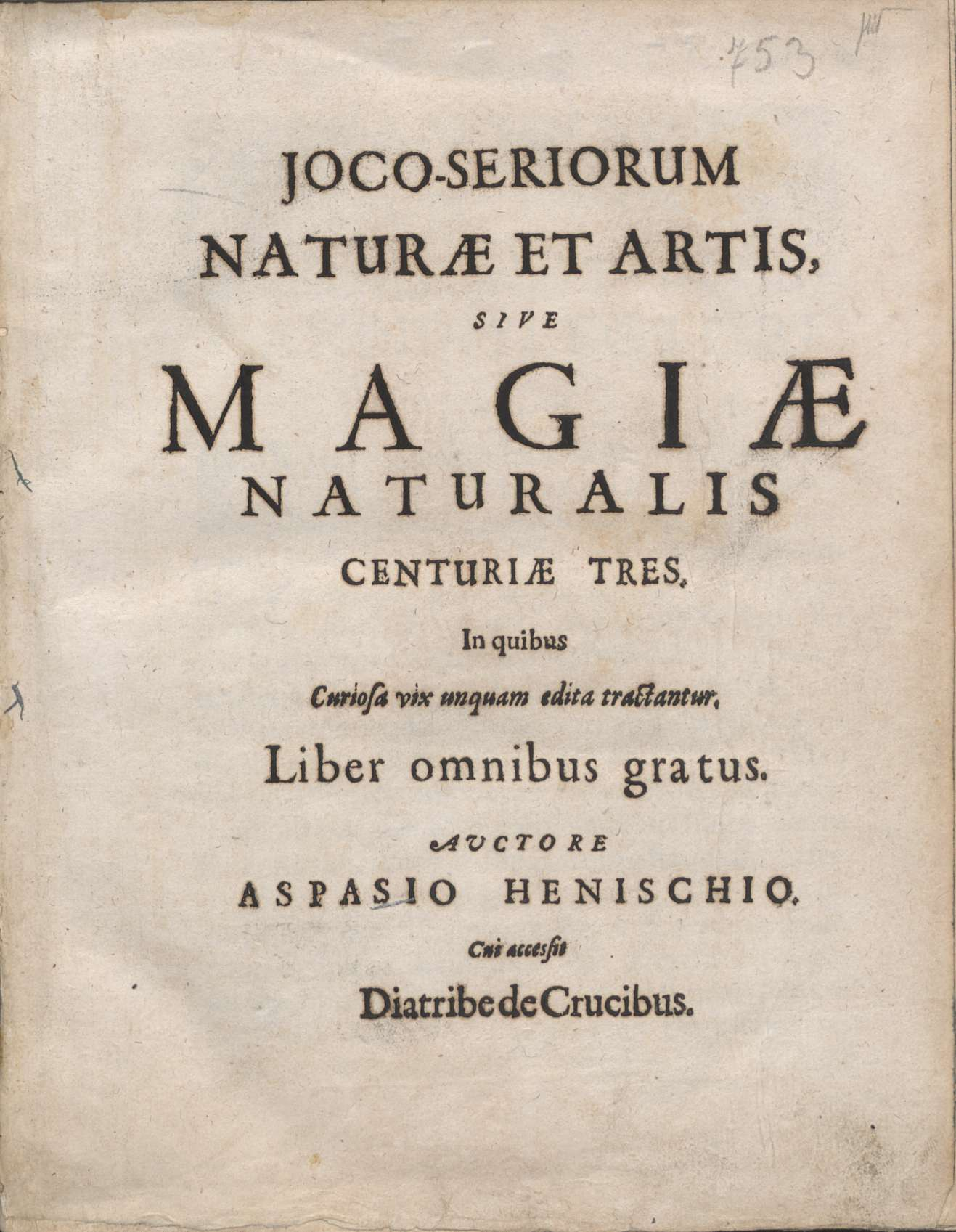
Joco-seriorum naturae et artis, 1666

- (LA) Mechanica hydraulico-pneumatica, Frankfurt am Main, Johann Gottfried Schönwetter, 1657.
- Magia universalis naturae et artis. 4 volumi (Optica; Acoustica; Thaumaturgus Mathematicus; Thaumaturgus Physicus) Schönwetter, Frankfurt 1657–59 [1658/59]. Deutsch Bamberg 1671.
- Cursus mathematicus. Schönwetter, Würzburg [Herbipoli] 1661.
- Physica curiosa, sive mirabilia naturae et artis libris XII. Endterus, Nürnberg 1662.
- (LA) Anatomia physico-hydrostatica fontium ac fluminum, Würzburg, Johann Gottfried Schönwetter, Witwe, 1663.
- Arithmetica practica generalis ac specialis. Schönwetter, Frankfurt 1663.
- Joco-seriorum naturae et artis, sive magiae naturalis centuriae tres. Nürnberg 1664.
- (LA) Technica curiosa, vol. 1, Nürnberg, Johann Andreas Endter & Wolfgang Endter (2.), Erben, 1664.
- (LA) Technica curiosa, vol. 2, Nürnberg, Johann Andreas Endter & Wolfgang Endter (2.), Erben, 1664.
- (LA) Joco-seriorum naturae et artis, Würzburg, 1666.
- Organum mathematicum libris IX. explicatum. Würzburg 1668. Digitalisiert: Organum Mathematicum. Herbipolis [Würzburg] 1668.
- Magia optica, das ist Geheime doch Natur-mässige Gesicht- und Augen-Lehr. Franckfurt am Mayn 1677.
- Magia optica, Das ist Geheime doch naturmässige Gesicht- und Augen-Lehr, 1671.